# دانيل موسا
دانيل موسا (بالإيطالية: Daniele Musa)‏ ولد في 10 سبتمبر 1972 في روما، وهو لاعب كرة مضرب إيطالي سابق. بدأ مسيرته كمحترف سنة 1992، وكان يلعب باليد اليمنى. أعلى تصنيف له في الفردي كان المركز الـ 133 في سنة 1995. وأعلى تصنيف له في الزوجي كان المركز الـ 338 في سنة 1998.

## النهائيات

### الفردي: (1)
| الرقم | السنة | الدورة           | الأرضية | المنافس في النهائي | النتيجة في النهائي |
| ----- | ----- | ---------------- | ------- | ------------------ | ------------------ |
| 1.    | 1994  | ريسيفي, البرازيل | صلبة    | دوغ فلاش           | 6–1, 6–4           |

### الزوجي: (1)
| الرقم | السنة | الدورة          | الأرضية | الشريك          | المنافس في النهائي       | النتيجة في النهائي |
| ----- | ----- | --------------- | ------- | --------------- | ------------------------ | ------------------ |
| 1.    | 1997  | مونتوبان, فرنسا | ترابية  | جابريو كستريشلا | لارس ريهمان أتيلا سافولت | 5–7, 6–2, 6–3      |

## روابط خارجية
- دانيل موسا على موقع رابطة محترفي التنس (الإنجليزية)
- دانيل موسا على موقع الاتحاد الدولي لكرة المضرب (الإنجليزية)
- دانيل موسا على موقع خلاصة التنس.كوم (الإنجليزية)